# Vesta Creek, Alberta
Vesta Creek är ett vattendrag i Kanada.   Det ligger i provinsen Alberta, i den centrala delen av landet, 3 200 km väster om huvudstaden Ottawa.
I omgivningarna runt Vesta Creek växer i huvudsak blandskog. Trakten runt Vesta Creek är nära nog obefolkad, med mindre än två invånare per kvadratkilometer.